# Pilotrichella grimaldii
Pilotrichella grimaldii là một loài Rêu trong họ Meteoriaceae. Loài này được Renauld & Cardot mô tả khoa học đầu tiên năm 1892.